# Zhou Xia
Zhou Xia, née le 12 juillet 1999 à Huaihua, est une athlète handisport chinoise concourant dans la catégorie T35 pour les sportifs atteint de paralysie cérébrale.

## Biographie
Après un accident de voiture, elle développe une atrophie musculaire dans sa jambe et son bras gauche.
Alors qu'elle a 17 ans, elle participe à ses premiers Jeux paralympiques en 2016 à Rio où elle réalise le doublé 100 m/200 m T35, deux courses sur lesquelles elle rafle l'or,. Sur le 200 m, elle bat le record du monde en 28 s 22 devant l'Australienne Isis Holt (28 s 79) et la Britannique Maria Lyle (29 s 35). L'année suivante, lors des Championnats du monde handisport à Londres, elle finit sur la 2e marche du podium sur les deux courses, derrière Isis Holt cette fois.

## Palmarès
| Date | Compétition           | Lieu           | Résultat | Discipline | Temps   |
| ---- | --------------------- | -------------- | -------- | ---------- | ------- |
| 2016 | Jeux paralympiques    | Rio de Janeiro | 1re      | 100 m      | 13 s 66 |
| 2016 | Jeux paralympiques    | Rio de Janeiro | 1re      | 200 m      | 28 s 22 |
| 2017 | Championnats du monde | Londres        | 2e       | 100 m      | 13 s 56 |
| 2017 | Championnats du monde | Londres        | 2e       | 200 m      | 28 s 64 |
| 2018 | Jeux para-asiatiques  | Jakarta        | 1re      | 100 m      | 14 s 77 |
| 2018 | Jeux para-asiatiques  | Jakarta        | 1re      | 200 m      | 29 s 17 |
| 2021 | Jeux paralympiques    | Tokyo          | 1re      | 100 m      | 13 s 00 |
| 2024 | Jeux paralympiques    | Paris          | 1re      | 100 m      | 13 s 58 |
| 2024 | Jeux paralympiques    | Paris          | 1re      | 200 m      | 28 s 15 |